# Danh sách đơn vị hành chính Trung Quốc theo đóng góp thuế
Danh sách bao gồm các đơn vị hành chính Trung Quốc (các tỉnh, khu tự trị, đặc khu hành chính) theo thuế đóng góp cho nhà nước. Số liệu năm 2007, tính theo đơn vị nhân dân tệ.
| Hạng | Đơn vị hành chính | đóng góp thuế |
| ---- | ----------------- | ------------- |
| —    | Trung Quốc        | 2,357,262     |
| 1    | Quảng Đông        | 278,580       |
| 2    | Giang Tô          | 223,773       |
| 3    | Thượng Hải        | 207,448       |
| 4    | Sơn Đông          | 167,540       |
| 5    | Chiết Giang       | 164,950       |
| 6    | Bắc Kinh          | 149,264       |
| 7    | Liêu Ninh         | 108,269       |
| 8    | Hà Nam            | 86,208        |
| 9    | Tứ Xuyên          | 85,086        |
| 10   | Hà Bắc            | 78,912        |
| 11   | Phúc Kiến         | 69,946        |
| 12   | Hồ Nam            | 60,655        |
| 13   | Sơn Tây           | 59,7892       |
| 14   | Hồ Bắc            | 59,036        |
| 15   | An Huy            | 54,370        |
| 16   | Thiên Tân         | 54,044        |
| 17   | Nội Mông          | 49,2361       |
| 18   | Vân Nam           | 48,671        |
| 19   | Thiểm Tây         | 47,524        |
| 20   | Trùng Khánh       | 44,270        |
| 21   | Hắc Long Giang    | 44,047        |
| 22   | Quảng Tây         | 41,883        |
| 23   | Giang Tây         | 38,985        |
| 24   | Cát Lâm           | 32,069        |
| 25   | Tân Cương         | 28,5863       |
| 26   | Quý Châu          | 28,514        |
| 27   | Cam Túc           | 19,091        |
| 28   | Hải Nam           | 10,829        |
| 29   | Ninh Hạ           | 8,003         |
| 30   | Thanh Hải         | 5,671         |
| 31   | Tây Tạng          | 2,014         |